# جاك ك. غامبل
جاك ك. غامبل (بالإنجليزية: Jack K. Gamble)‏ هو ضابط أمريكي، ولد في 27 يوليو 1922 في بلفيل في الولايات المتحدة، وتوفي في 12 مارس 2011 في تاكوما في الولايات المتحدة.